# Giễu nhại
Một bản  giễu nhại hay nhại lại là một tác phẩm được tạo ra nhằm bắt chước, trêu hài hoặc bình phẩm về một tác phẩm gốc—chủ đề, tác giả, phong cách hay những mặt khác của nó—qua hình thức mô phỏng một cách châm biếm, trào phúng.